# Моддергат
Моддергат (нід. Moddergat) — рибальське село в нідерландській провінції Фрисландія, на узбережжі Ватового моря. Входить до муніципалітету Північно-Східна Фрисландія.
Його площа становить 1,91км², а населення станом на 2021 рік складало 235 осіб.
Перша згадка про населений пункт датується 1718 роком.

## Галерея

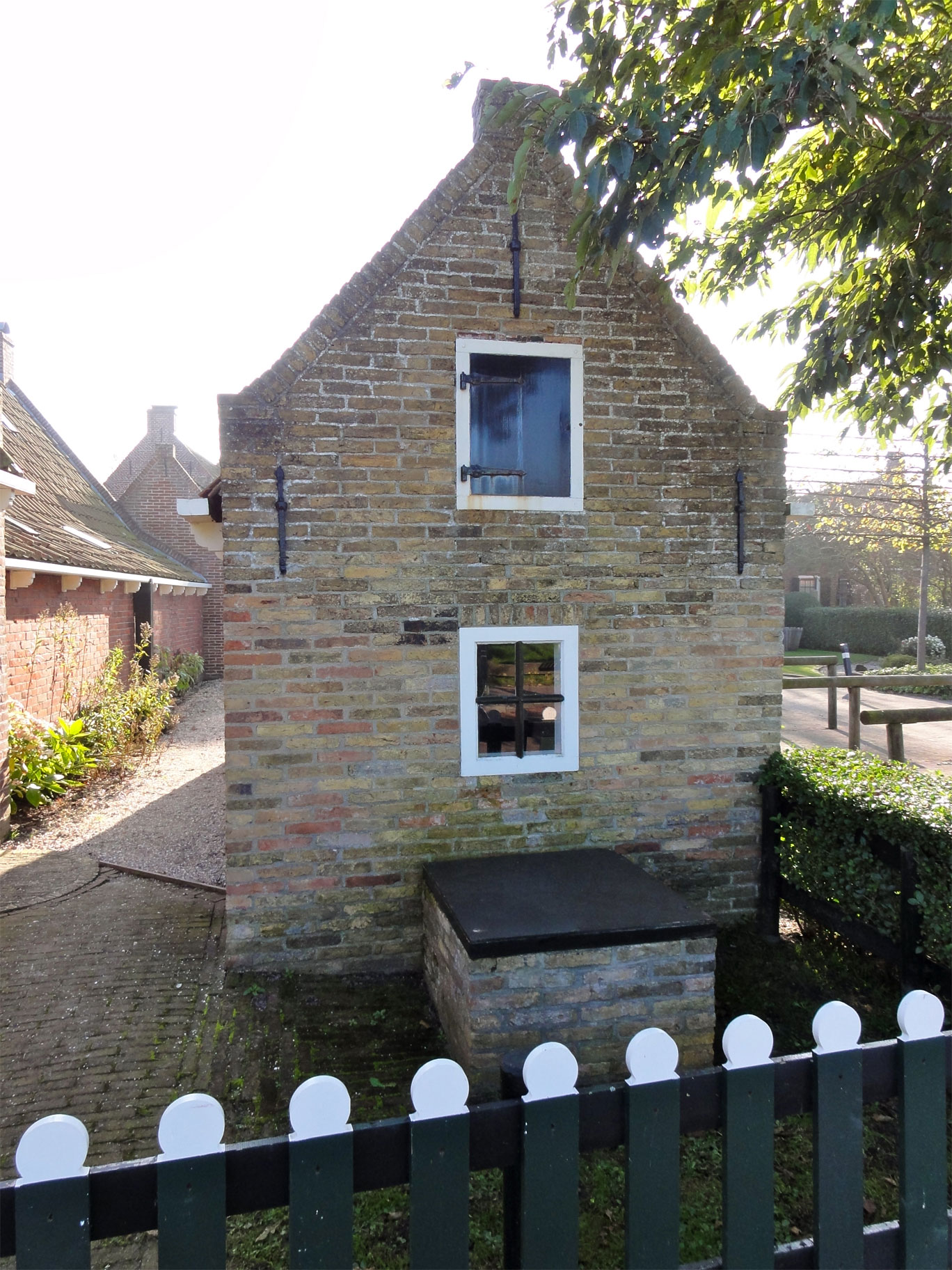
Будівля для зберігання рибальських сітей
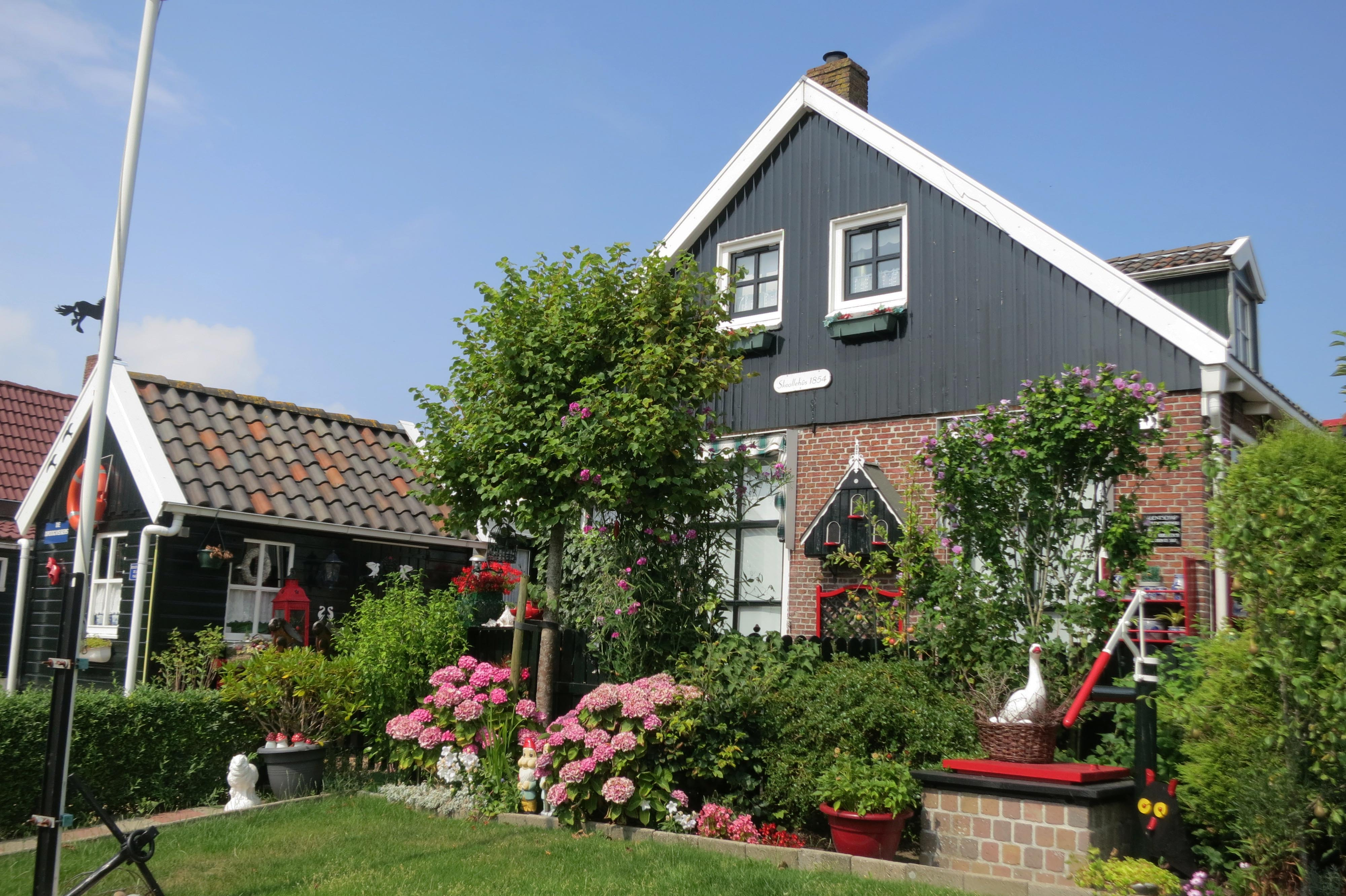
Будинок у селі
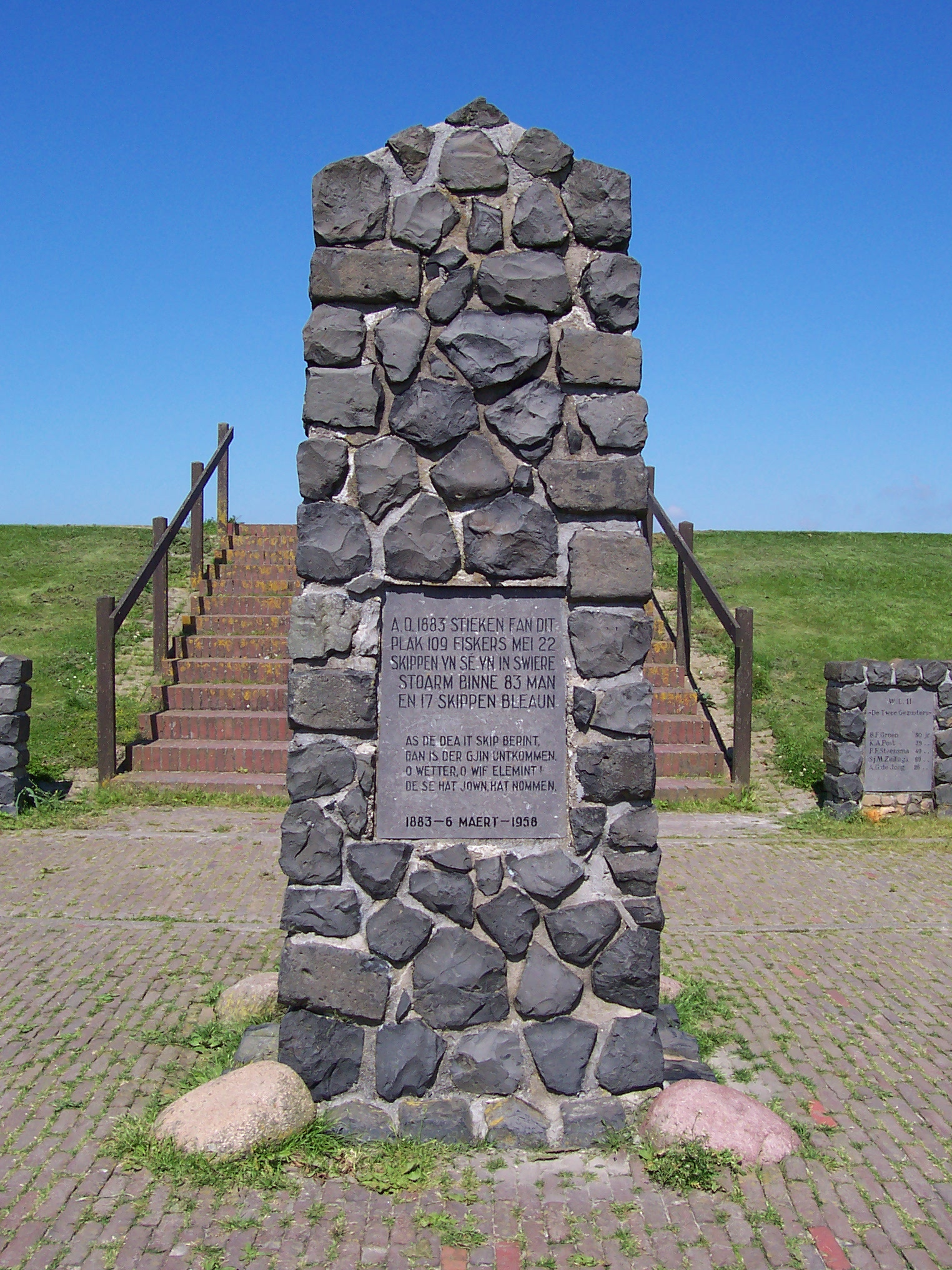
Монуменент рибалкам
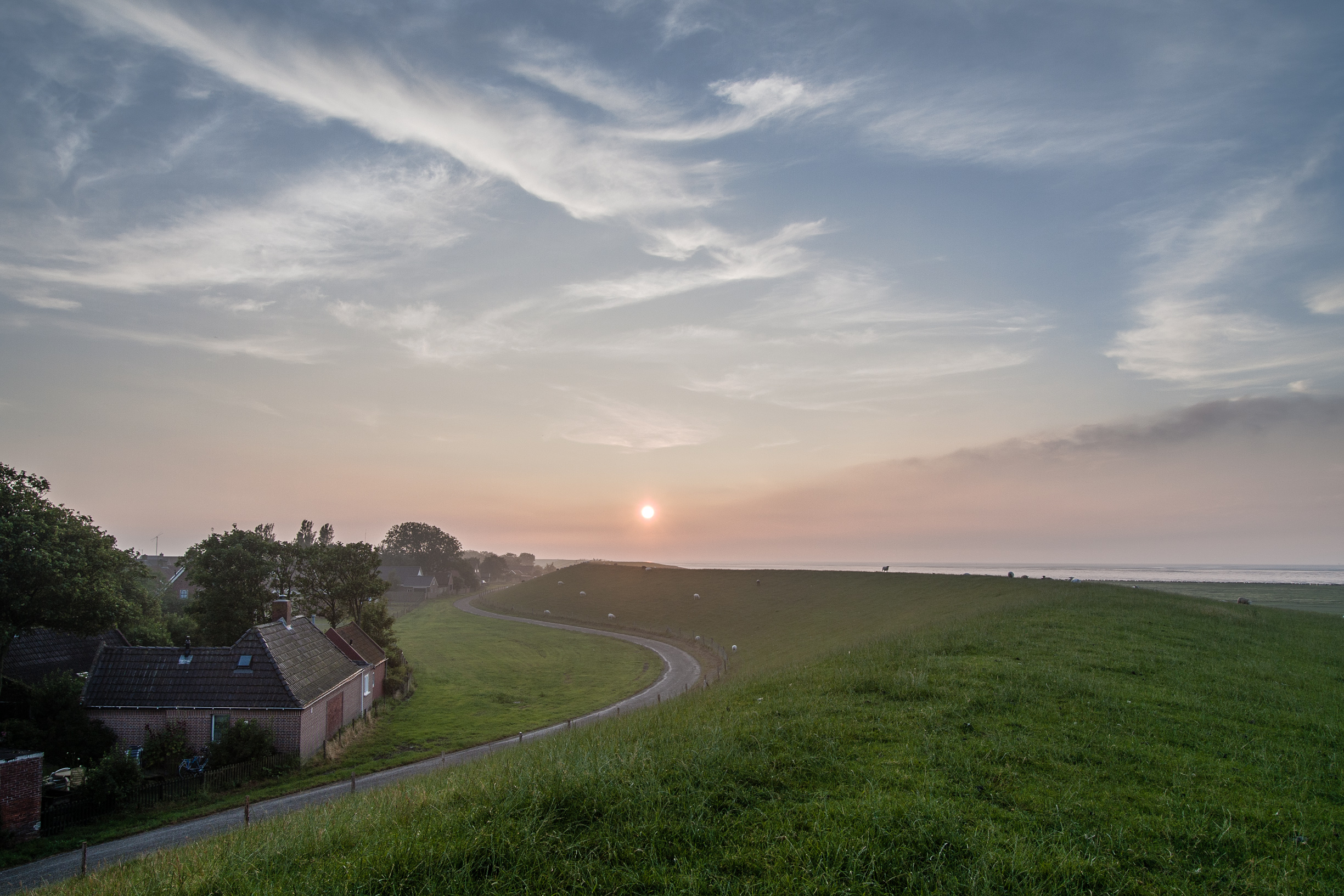
Захід сонця над Ватовим морем